# Relações entre Camboja e Tailândia
As relações bilaterais entre o Camboja e a Tailândia remontam ao século XIII durante a Era de Angkor. A Tailândia foi outrora arqui-inimiga do Camboja. Disputas fronteiriças na província de Preah Vihear estão em andamento desde 2008, quando o Templo de Preah Vihear foi listado como Patrimônio da Humanidade pela UNESCO.
O Camboja possui embaixada em Banguecoque. Já a Tailândia, em Phnom Penh.

## História

### Protetorado Francês do Camboja
Para evitar que os dois vizinhos, o Sião e o Vietnã, engolissem o Camboja, o rei Norodom I convidou a França a fazer do Camboja seu protetorado, em 11 de agosto de 1863. O Camboja permaneceu sob o domínio da França até 9 de novembro de 1953.

### Guerra Fria
Durante a década de 1970, Khmer Vermelho governou o Camboja como Kampuchea Democrática realizando o genocídio cambojano. Isso fez com que muitos refugiados cambojanos fugissem para a fronteira tailandesa para escapar do regime de Pol Pot.
Em 1 de janeiro de 1979, o Vietnã invadiu o Kampuchea e retirou o Khmer Vermelho do poder, substituindo-o pela República Popular do Kampuchea, apoiada pelos soviéticos, que se transformou em uma guerra de onze anos. A Tailândia se recusa a reconhecer a República Popular de Kampuchea e continua a apoiar o deposto Kampuchea Democrática, embora o Khmer Vermelho e as duas facções não-comunistas tenham se reunido no governo cambojano no exílio apoiado pela República Popular da China, Coreia do Norte, ASEAN e outras potências ocidentais. Durante esse período, os soldados vietnamitas atacaram campos de refugiados perto da fronteira tailandesa-cambojana ao longo de suas estações secas anuais.
No momento em que os regimes comunistas na Europa Oriental desmoronaram, o Vietnã retirou suas tropas do Camboja no final de 1989, levando aos Acordos de Paz de Paris de 1991, que abriram caminho para a restauração da monarquia em 1993.

## Conflitos e disputas

### Motins de 2003
Em janeiro de 2003, tumultos irromperam em Phnom Penh depois que um jornal cambojano informou incorretamente que uma atriz tailandesa havia afirmado que Angkor Wat corretamente pertencia à Tailândia. Em 29 de janeiro, a embaixada tailandesa foi queimada e centenas de imigrantes tailandeses fugiram do país para evitar a violência. Os cambojanos em Phnom Penh queimaram fotos do rei Bhumibol Adulyadej e os tailandeses em Bangkok protestaram na frente da embaixada cambojana, queimando bandeiras cambojanas. Isto levou o governo tailandês a cortar os laços diplomáticos com o Camboja.   O primeiro-ministro Hun Sen proibiu shows e filmes tailandeses em emissoras de TV.